# Nathalia Ramos
Nathalia Ramos (Madrid, Espanya, 3 de juliol de 1992) és una actriu, model i cantant espanyola-americana, reconeguda pels seus papers com a "Yasmin" a Bratz i com a "Nina Martin", a House of Anubis. Assolí fama mundial interpretant a "Jill Reynolds" a la cinta de terror Gallows Hill.

## Carrera d'actriu
La trajectòria professional de Nathalia comença el 2007 amb el seu paper com a Yasmin a Bratz: La Pel·lícula, on interpretava una noia d'orígens mexicans i jueus. Aquell mateix any, va aparèixer al videoclip Rockstar del grup Prima J i va posar veu al videojoc Bratz 4 Real. Dos anys més tard, el 2009, va tenir un petit paper a la sèrie Arrested Development, on va interpretar el personatge de Hope Loblaw en dos episodis.
Entre 2010 i 2012, va assolir major reconeixement gràcies al seu paper de Nina Martin a la sèrie de Nickelodeon House of Anubis, que es va emetre a TV3 el 2013 i la va donar a conèixer al públic català. Malgrat l'èxit, va decidir no continuar a la tercera temporada per centrar-se en els estudis i en el rodatge de la pel·lícula Gallows Hill (2013), filmada als Estats Units i Colòmbia. El 2011, va fer una aparició a la sèrie True Jackson, VP en el paper de la model Dakota North, i el 2012 va participar en el thriller 31 North 62 East com a Rachel.
El 2013, va protagonitzar la pel·lícula Resident Advisor en el paper de Hanna, i l'any següent, el 2014, va tenir un paper recurrent a la sèrie Switched at Birth, on va interpretar Gretchen en dos episodis.